# Einar Lindboe
Einar Fredrik Lindboe, né le 2 juin 1876 à Vestre Aker et mort le 26 juin 1953 à Oslo, est un dirigeant sportif, chirurgien et coureur du combiné nordique norvégien.

## Biographie

### Carrière dans le sport
En tant que coureur de combiné nordique, son meilleur résultat est la cinquième place au Festival de ski de Holmenkollen en 1900. Il est membre du clib Skuld SK à Oslo.
Il est chairman de l'Association de promotion du ski de 1917 à 1921 et de la Fédération norvégienne de ski. Il est aussi membre du comité olympique norvégien, mais est un sceptique des Jeux olympiques d'hiver et a une vision conservatrice du sport.
Il reçoit, en 1927, la médaille Holmenkollen pour son implication dans les instances du ski norvégien.

### Carrière de chirurgien
Il est diplômé candidat de médecine à l'Université de Kristiana (aujourd'hui Oslo) en 1903.
Il a développé de nouvelles techniques de chirurgie et est probablement un des premiers à filmer des opérations.